# Ärlor
Ärlor (Motacillidae) är en familj med relativt små och slanka ofta marklevande tättingar med lång stjärt och rak spetsig näbb. Familjen har representanter på alla världens kontinenter, artrikast i Afrika.

## Utbredning och systematik

### Släktskap med andra familjer
Ärlorna ansågs traditionellt stå nära lärkorna, men DNA-studier visar att de inte alls är varandras närmaste släktingar. Istället ingår den i överfamiljen Passeroidea, bland sparvar och finkar.

### Systematik inom familjen
Inom familjen har den traditionellt delats in i sex släkten i tre morfologiskt tydliga grupper: de mycket långstjärtade och ofta färgglatt tecknade ärlorna, de mycket kryptiskt tecknade piplärkorna i Anthus samt de kraftigare gul- eller rödbröstade afrikanska sporrpiplärkorna. De senare förekommer endast i de tropiska delarna av Afrika medan ärlor främst förekommer i Europa, Afrika och Asien, med två arter som häckar i Alaska. Piplärkorna är den grupp som har störst global spridning och återfinns över stora delar av Gamla världen men även i Amerika och på öar ute till havs, så som Nya Zeeland och Falklandsöarna. 
DNA-studier visar dock att denna uppdelning inte är så tydlig som man tidigare trott. Exempelvis verkar Anthus-arter som ängspiplärka stå närmare de afrikanska sporrpiplärkorna än exempelvis fältpiplärka. Vidare har två arter som haft sin hemvist i andra familjer förvånande nog visat sig vara djupt inbäddade i familjen. Den mycket kortstjärtade sãotoméärlan ansågs fram till nyligen stå nära långnäbbar i släktet Macrosphenus (idag i familjen afrikanska sångare), men den visar sig istället vara en Motacilla-ärla. Vidare är den art som tidigare kallats madanga på den lilla ön Buru i Indonesien och som traditionellt och okontroversiellt ansetts vara en glasögonfågel istället systerart till papuapiplärka, trots sin mycket avvikande morfologi, varför den nu istället på svenska kallas burupiplärka.

## Släkten i familjen
Indelning i släkten efter Clements et al:
- Släkte Dendronanthus – trädärla
- Släkte ärlor (Motacilla) – 13 arter, inklusive sãotoméärla (se ovan)
- Släkte piplärkor (Anthus) – drygt 40-talet arter, inklusive burupiplärka (se ovan), troligen parafyletiskt gentemot Macronyx
- Släkte Tmetothylacus – guldpiplärka
- Släkte Hemimacronyx
  - Citronpiplärka (Hemimacronyx chloris) – placeras ofta i Anthus
- Släkte Macronyx – åtta arter